# Charles Frédéric Perlet
Charles Frédéric Perlet, né le 26 janvier 1759 à Genève et décédé le 29 novembre 1828 dans la même ville, était un journaliste et contre-révolutionnaire.

## Pendant la Révolution française
Horloger à Genève, au début de la Révolution il se rend à Paris où il devient imprimeur. 
Il fonde un journal qui changea souvent de titre il finira par être connu sous le nom de Journal Perlet, qui comptera parmi ses rédacteurs le fabuliste Louis-François Jauffret. De tendance royaliste, il parviendra à échapper aux poursuites sous la Terreur.

## Sous le Directoire
Continuant à afficher ses idées royalistes il sera arrêté après le coup d'État du 18 fructidor an V (4 septembre 1797) et déporté en Guyane.

## Sous le Consulat et le Premier Empire
Gracié, il rentre à Paris après le coup d'État du 18 brumaire an VIII (9 novembre 1799). Sous le Consulat il acquiert une petite librairie qui lui assure un petit revenu. En 1801, il devient le beau-frère de Joseph Fiévée  par son mariage avec Elisabeth Félicité Fiévée, veuve Georges Lecoq. Sous l'Empire, grâce à son compatriote Veyrat devenu inspecteur général de la police, il devient un agent de police, plus exactement un mouchard. C'est par son intervention que Louis Fauche-Borel est entraîné dans une provocation savamment préparée qui consiste à lui faire croire à l'existence d'une puissante organisation favorable aux royalistes. 